# Erich Honstein
Erich Honstein (* 23. Februar 1904 in Eisenach; † 1. Juli 1934 in Halle (Saale)) war ein deutscher KPD-Funktionär und Widerstandskämpfer gegen den Nationalsozialismus.

## Leben
Honstein – von Beruf Schriftsetzer – war bis 1933 Stadtverordneter in Eisenach. In der Illegalität leitete er zunächst den KPD-Unterbezirk Gotha-Waltershausen und war ab Juli 1933 als Instrukteur der Bezirksleitung in ganz Thüringen tätig. Die Bezirksleitung des KPD-Bezirkes Großthüringen hatte ihn im Juli/August 1933 auch als Redakteur und Hauptverantwortlichen für das KPD-Bezirksorgan Thüringer Volksblatt eingesetzt. Nach der Verhaftung Otto Schieks wurde Honstein Mitte Mai 1934 von der Berliner Landesleitung der KPD als neuer Politischer Leiter des Bezirks Halle-Merseburg eingesetzt. Als solcher bemühte er sich – zusammen mit anderen Mitgliedern der Bezirksleitung wie Otto Berger und Josef Pfaff – um die Herstellung regelmäßiger Verbindungen zu den unter anderem in Bitterfeld, Eilenburg, Naumburg, Weißenfels, Wittenberg und Zeitz aktiven Unterbezirksleitungen.
Wenige Wochen nach Übernahme der Leitungsfunktion wurde Honstein am 24. Juni 1934 bei einem illegalen Treff in Eilenburg verhaftet. Anschließend wurde er tagelang schwer gefoltert und erlag am 1. Juli seinen Verletzungen. Mit hoher Wahrscheinlichkeit führten Angaben eines von der Gestapo unter der Folter zu Spitzeldiensten gepressten KPD-Mitglieds aus Eilenburg zur Festnahme Honsteins. Die Leitung des Bezirks Halle-Merseburg übernahm zunächst Franz Urbanski und nach dessen Verhaftung im Oktober 1934 Wilhelm Künzler.

## Ehrungen

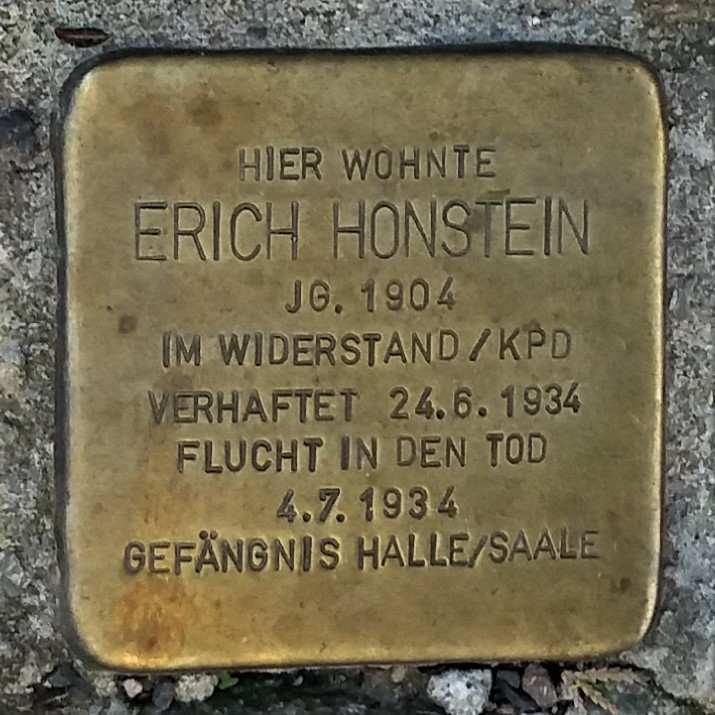
Stolperstein für Erich Honstein an der Adresse Große Wiegardt 2 in Eisenach

Honstein wurde 1946 mit fünf weiteren Eisenacher Antifaschisten im Ehrenhain zum Gedenken an die Opfer der revolutionären Arbeiterbewegung des Städtischen Hauptfriedhofes Wartenberg/Mühlhäuser Straße begraben. Zu DDR-Zeiten war die Eisenacher Jugendherberge in der Bornstraße 7 nach ihm benannt. Eine Straße im Eisenacher Südviertel trägt Honsteins Namen.
Am 14. Mai 2019 wurden in Eisenach Stolpersteine für Erich Honstein und Ernst Böckel verlegt.
In Friedrichroda waren eine Polytechnische Oberschule sowie ein FDGB-Erholungsheim nach Erich Honstein benannt.